# Antonio Tentori
Antonio Tentori Montalto est un scénariste de cinéma, critique cinématographique et essayiste italien né à Rome en 1960.

## Biographie
Fils du poète et traducteur Francesco Tentori Montalto (it), il utilise un seul patronyme pour signer ses œuvres, comme son père l'avait fait avant lui. Il publie son premier recueil de poèmes en 1987.
En 1989, il écrit l'ouvrage Lo schermo insanguinato avec Maurizio Colombo, un auteur de bande dessinée.
En 1991, il publie Profonde tenebre: il cinema thrilling italiano 1962-1982 avec Antonio Bruschini,,, Profonde tenebre: il cinema thrilling italiano 1962-1982 avec la maison d'édition Granata Press dans la collection Ombre elettriche, consacrée au cinéma de genre. Il s'agit du premier volume d'une recherche qui conduira les deux auteurs à une redécouverte des courants cinématographiques italiens, qui verra ensuite la publication des volumes Malizie perverse: il cinema erotico italiano,,, et Mondi incredibili: il cinema fantastico-avventuroso italiano,,. La fermeture de Granata Press coïncide avec la fin de la collection Ombre elettriche mais cela n'empêche pas les deux auteurs de continuer d'écrire des essais en commun. En 1997, cette fois chez Punto Zero, le couple Bruschini-Tentori publie un volume consacré au cinéma gothique : Operazione paura. I registi del Gotico italiano avec une préface de Pupi Avati. Leur ouvrage sur le poliziottesco Città violente. il cinema poliziesco italiano est quant à lui préfacé par le réalisateur Enzo G. Castellari.
La carrière de Tentori en tant que scénariste de cinéma a commencé grâce à sa rencontre avec l'un des cinéastes les plus importants du cinéma d'épouvante, Lucio Fulci, pour lequel il a écrit le scénario de Demonia (1990) et le scénario d'Un gatto nel cervello.
Il a ensuite collaboré, entre autres, avec Joe D'Amato (Ritorno dalla morte - Frankenstein 2000 (it)), Sergio Stivaletti (I tre volti del terrore) et Bruno Mattei (L'Île des morts-vivants, Anime perse, Zombie : La Création),,.
Il a écrit, avec Dario Argento et Stefano Piani, le scénario de Dracula (2012), réalisé par Argento lui-même.
Tentori a également travaillé sur la fiction dans les genres noir, fantastique et d'horreur, éditant des anthologies, écrivant des nouvelles et la novélisation du film Inferno (1980) de Dario Argento.

## Publications

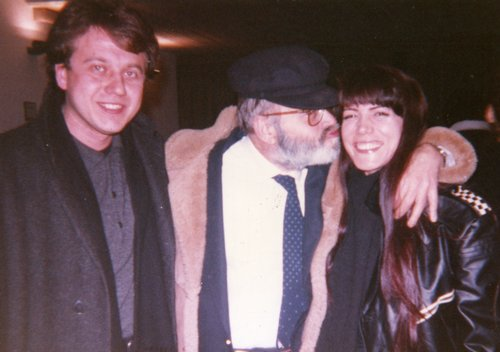
Antonio Tentori, Lucio Fulci et Alda Teodorani.

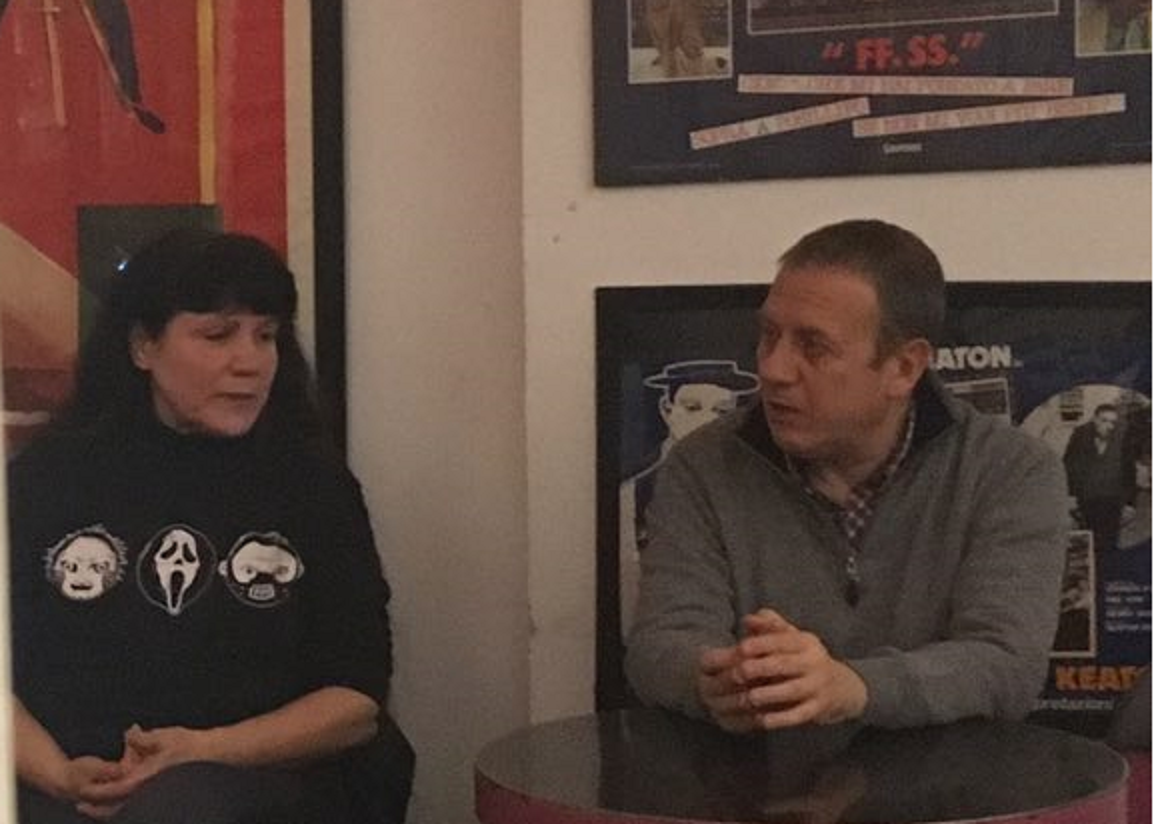
Alda Teodorani et Antonio Tentori.

- Lo schermo insanguinato, (avec Maurizio Colombo), Solfanelli, 1990.
- Profonde tenebre. il cinema thrilling italiano 1962-1982 (avec Antonio Bruschini), Granata Press, 1992
- Malizie perverse. il cinema erotico italiano (avec Antonio Bruschini), Granata press, 1993
- Mondi incredibili. il cinema fantastico-avventuroso italiano (avec Antonio Bruschini), Granata press, 1994
- Operazione paura. I registi del Gotico italiano (avec Antonio Bruschini), préface de Pupi Avati, Punto Zero, 1997
- Tinto Brass, il senso dei sensi, Falsopiano 1988
- Città violente. il cinema poliziesco italiano (avec Antonio Bruschini), préface d'Enzo G. Castellari, Tarab, 1998 et Mondo Ignoto, 2004
- The specialists (avec Antonio Bruschini), préface de Franco Nero, in Western all'italiana, Glittering Images, 1998.
- Nudi e crudeli. i mondo movies italiani (avec Antonio Bruschini), Bologna, PuntoZero, 2000.
- Profonde tenebre. dalle origini al 1982 (avec Antonio Bruschini), Profondo rosso, 2001.
- Sotto gli occhi dell'assassino. il cinema giallo e thrilling italiano dal 1983 al 2001 (avec Antonio Bruschini), Profondo rosso, 2001.
- Lucio Fulci. il poeta della crudeltà (avec Antonio Bruschini), Profondo Rosso, 2004
- Porn'Italia. Il cinema erotico italiano, (avec Fabio Giovannini), Stampa Alternativa, 2004
- Il cinema della grande guerra (avec Nicola Bultrini), Nordpress Edizioni, 2008
- Nero profondo, Cut-up, 2008
- Guida al cinema giallo-thrilling made in Italy (avec Antonio Bruschini), Profondo rosso, 2010
- Italia a mano armata. guida al cinema poliziesco italiano (avec Antonio Bruschini), préface de Enzo G. Castellari Rome. Profondo rosso, 2011
- Lucio Fulci. poet of cruelty(avec Antonio Bruschini), Profondo Rosso, 2012
- Nudi e crudeli. i mondo movies italiani (avec Antonio Bruschini), Bloodbuster, 2013
- Bellissime e perverse. Le sexy eroine del fumetto horror ed erotico italiano (avec Fabio Giovannini), Cut-Up Publishing, 2015
- Nelle notti riflesse delle anime incendiate (avec Antonio Tentori Montalto) avec une préface de Silvio Ramat, Fuorilinea, 2016.

## Filmographie sélective
- 1990 : Demonia de Lucio Fulci
- 1990 : Un gatto nel cervello de Lucio Fulci
- 1992 : Ritorno dalla morte - Frankenstein 2000 (it) de Joe D'Amato
- 2004 : I tre volti del terrore de Sergio Stivaletti
- 2005 : Fuga orientale de Bruno Mattei
- 2005 : Segreti di donna de Bruno Mattei
- 2005 : Segreti di donna 2 de Bruno Mattei
- 2006 : Anime perse de Bruno Mattei
- 2006 : L'Île des morts-vivants (L'isola dei morti viventi) de Bruno Mattei
- 2007 : Zombie : La Création (Zombi - La creazione) de Bruno Mattei
- 2009 : Come una crisalide (it) de Luigi Pastore (it)
- 2009 : My Lai Four (it) de Paolo Bertola
- 2010 : Bloodline (it) de Edo Tagliavini
- 2012 : Dracula de Dario Argento
- 2015 : E.N.D. - The movie (it) (segment Reveniens) de Domiziano Cristopharo
- 2015 : Virus: Extreme Contamination (it) de Domiziano Cristopharo (2015)[21]
- 2016 : Catacomba de Lorenzo Lepori et Roberto Albanesi
- 2018 : Notte nuda de Lorenzo Lepori
- 2020 : Ancora pochi passi (it) de Pupi Oggiano
- 2021 : Nel ventre dell'enigma (it) de Pupi Oggiano